# قیراق‌لی، ساعتلی
قیراق‌لی (به ترکی آذربایجانی: Qıraqlı) یک منطقه مسکونی در جمهوری آذربایجان است که در شهرستان ساعتلی واقع شده است. در سال ۱۹۹۲ میلادی دهیاری لنین‌کند به دو بخش قیراق‌لی و مصطفی بیلی تقسیم شد. قیراق‌لی ۳۶۲۲ نفر جمعیت دارد.

## قابل توجه بومیان
- السان حسین اف — قهرمان ملی جمهوری آذربایجان[۳]